# الصواعق المرسلة على الجهمية والمعطلة
الصواعق المرسلة كتاب من تأليف ابن قيم الجوزية، في بيان ما جاء في الكتاب والسنة من عقائد السلف الصالح من الصحابة والتابعين وتابعيهم ودحض ما خالف ذلك من عقائد أهل الزيغ بالحجج العقلية والنقلية والنقول المستفيضة عن أئمة الإسلام والمسلمين مما لا يسع فاضلا جهله ، فقد كشف شبه المتفلسفين والجهمية التي ردوا بها نصوص القرآن والسنة وأفاض في بيان بطلان القول بالمجاز وأبان غرض القائلين به وأوضح ما ادعوا فيه المجاز من كتاب الله وإفادة خبر الثقات للعلم وان الأحاديث الصحيحة يستدل بها على أسماء الله وصفاته ورد شبهات المتكلمين في ذلك بما لا تجده مجموعا في كتاب سواه.